# Cuacaballo
Cuacaballo är en ort i Mexiko.   Den ligger i kommunen Los Reyes och delstaten Veracruz, i den sydöstra delen av landet, 240 km öster om huvudstaden Mexico City. Cuacaballo ligger 1 404 meter över havet och antalet invånare är 379.
Terrängen runt Cuacaballo är varierad, och sluttar brant österut. Runt Cuacaballo är det ganska tätbefolkat, med 155 invånare per kvadratkilometer. Närmaste större samhälle är Orizaba, 19,9 km norr om Cuacaballo. I omgivningarna runt Cuacaballo växer i huvudsak städsegrön lövskog.